# Eschelbronn
Eschelbronn je općina na sjeveru njemačke pokrajine Baden-Württemberg.

## Geografija

### Geografski položaj
Eschelbronn se nalazi u sjevernom Kraichgau, u parku prirode Neckartal-Odenwald. Leži između 150 i 265 m nadmorske visine. Udaljen je oko 25 km od Heidelberga.

### Susjedne općine
Susjedne općine su Waibstadt, Meckesheim, Neidenstein, Spechbach i Zuzenhausen. 

## Povijest
Prvi spomen Eschelbronna je 788./789. godine u darovnici samostana Lorsch. Sljedeći pisani dokument datira tek s kraja 13. stoljeća kada grad potpada pod dijecezu Speyer. Prvi je glavar iz 1261. bio Heinrich von Eschelbrunnen. Godine 1267. počinje gradnja drvenog, a 1375. kamenog dvorca s opkopom.
Godine 1526. cijela općina prihvaća protestantizam. U 1803. Eschelbronn ulazi u sastav županije Baden. Od 1807. do 1813. općina pripada glavnoj općini Waibstadt, nakon čega pripadne Sinsheimu, sve do 31. prosinca 1972. kada se stvaraju novi okruzi. Od tad pripada okrugu Rhein-Neckar-Kreis.

## Zanimiljivosti

### Zgrade
- stara župa, sagrađena 1783.
- evangelistička crkva, sagrađena 1813.
- općina, sagrađena 1838.
- stara škola, sagrađena 1911.

## Ekonomija
Nekada je u regiji Eschelbronna dominantna djelatnost bila poljoprivreda. U 18. stoljeću se pojavila tekstilna industrija, koja je potrajala do kraja 19. stoljeća, kada je općina počela biti poznata po stolarstvu, po kojem je danas poznata i izvan granica Njemačke. Godine 2004. postojalo je jedanaest manjih drvnoprerađivačkih tvornica i četiri robne kuće, na tek oko 2.500 stanovnika. Općina je poznata i po muzeju stolarstva.

## Vanjske poveznice
- Službena stranica (njem.)
- Muzej stolarstva (njem.)

### Ostali projekti
|  | Zajednički poslužitelj ima još gradiva o temi Eschelbronn |